# Robert Andersson (bowlare)
Robert Andersson, född 1981, är en bowlare från Eskilstuna. Andersson slog igenom i 16-årsåldern när han kom in på bowlinggymnasiet i Nässjö, det enda i Sverige. Han slog sig in i juniorlandslaget och senare U-23 landslaget, och återfinns sedan några år tillbaka i landslaget och spelar för storklubben Team Pergamon från
Göteborg. Han anses av många som en av Sveriges bäste bowlare, med VM-guld i 2-manna år 2006 i par med Martin Larsen.